# Галлер, Карл Людвиг
Карл Лю́двиг Га́ллер (фон Халлер) (нем. Karl Ludwig von Haller, 1768—1854) — швейцарский государственный деятель, один из теоретиков Европейской Реставрации.

## Биография
Карл Людвиг Галлер родился в зажиточной семье бернских патрициев, его дедом был известный анатом Альбрехт фон Галлер. В 1786 году он поступил на госслужбу в Бернском кантоне, вскоре стал дипломатом. Чуть позже Галлер увлекся публицистикой и литературой. В 1799 году он бежал в Южную Германию и Австрию, где работал в канцелярии эрцгерцога Карла Австрийского в Вене.
Вернувшись на родину в 1806 году Галлер получил место профессора истории и государствоведения в Бернском университете, хотя сам никогда не учился в высших учебных заведениях. В 1814 году Галлер завязал с профессорской деятельностью и после его избрания в совет Берна посвятил себя своему основному научному труду Restauration der Staats-Wissenschaft oder Theorie des natürlich-geselligen Zustands der Chimäre des künstlich-bürgerlichen entgegengesezt («Руководство к общему познанию государств»). В 1820 году публицист тайно перешёл в католицизм, но годом позже об этом стало известно общественности, на что Галлер опубликовал брошюру с защитными словами. После этого прецедента Галлер был вынужден покинуть Берн и направился в Париж, где публиковался в ультра-роялистских изданиях. В 1825 году он служил в министерстве иностранных дел Франции, в 1830 был назначен профессором Национальной школы хартий, но после Июльской революции лишился занимаемых должностей.
Галлер возвратился в Швейцарию и в 1833 году был избран в кантоне Золотурн в большой совет, где был одним из лидеров ультрамонтанской пapтии. До своей смерти Галлер оставался писателем и публицистом консервативной направленности.

## Основные идеи
В своем сочинении «Restauration der Staatswissenschaften» (1820—1834), равно как и в более раннем «Руководстве к общему познанию государств» (1808), Галлер опровергает теорию Руссо о договорном происхождении государства, как ведущую к революции, и вместо неё выдвигает учение о том, что в государстве, как и в природе, должен властвовать сильнейший, против злоупотреблений со стороны которого в человеческом общежитии единственною гарантией может служить только религия. Естественным продуктом истории Галлер считал средневековые формы быта; его идеалом было вотчинная монархия, на которую он смотрит, как на основной тип монархии. Вместе с Жозефом де Местром, Бональдом и Адамом-Генрихом Мюллером Галлер считается одним из теоретиков европейской реакции 1810-х-1820-х годов.
Является основоположником патримониальной теории происхождения государства. Согласно данной теории государство произошло от права собственника на землю (патримониум). Из права владения землёй власть автоматически распространяется и на проживающих на ней людей. Подобным образом обосновывается феодальный сюзеренитет.